# Cerapteryx conspecta
Cerapteryx conspecta är en fjärilsart som beskrevs av Alfred Ernest Wileman 1914. Cerapteryx conspecta ingår i släktet Cerapteryx och familjen nattflyn. Inga underarter finns listade i Catalogue of Life.